# Güneş Şensoy
Güneş Nezihe Şensoy (* 22. November 2001 in Istanbul) ist eine türkische Schauspielerin.

## Leben und Karriere
Şensoy wurde am 22. November 2001 in Istanbul geboren. Sie besucht das Açı Lisesi. 2015 bekam sie in dem Film Mustang die Hauptrolle. Im selben Jahr trat sie in der Fernsehserie Muhteşem Yüzyıl: Kösem auf. Außerdem wurde sie 2019 für den Kurzfilm Speechless gecastet. Unter anderem war Şensoy 2023 in dem Kurzfilm Breaking Fast with a Coca-Cola zu sehen.

## Filmografie (Auswahl)
- 2015: Mustang (Film)
- 2015: Muhteşem Yüzyıl: Kösem (Fernsehserie, 2 Episoden)
- 2019: Speechless (Kurzfilm)
- 2023: Breaking Fast with a Coca-Cola (Kurzfilm)